# Искупление чужих грехов
«Искупление чужих грехов» — советский фильм 1978 года режиссера Валерьяна Пидпалого. По мотивам повести Василя Сычевского «Вернись, Ружена».

## Сюжет
Подросток-сирота Богдан Чичура из прикарпатского села, окончив с отличием семинарию поступает в Грегорианский университет, получает степень доктора теологии и назначается преподавателем в семинарию, становясь священником униатской греко-католической церкви.
Но перед тем как вступить в должность, он возвращается в свое родное село, где пять лет назад он был обручен с Руженой, дочерью учителя Русина. Приехав, он узнает, что Ружену обманули его духовные наставники, и девушка ушла в монастырь. А её отец учитель Русин находится под надзором полиции, преследуемый властями и церковью за левые убеждения.
Начинается Вторая мировая война, в село за связанным с партизанами Русином приходит отряд карателей возглавляемый двоюродным братом Богдана Августином, пошедшим служить немцам. Августин угрожает сжечь деревню и взять заложников, если Русин не сдастся. Учитель жертвует собой ради спасения людей, и немцы его расстреливают. Богдан уходит в лес к партизанам.

Богдан, став священником, старается жить по законам церкви, быть ее послушным сыном. Но, попав в оккупированный Ужгород, наблюдая, как униатское духовенство всячески поддерживает гитлеровцев, помогает фашистам осуществлять их преступные планы, он прозревает. «Духовные пастыри», виновные в гибели сотен мирных жителей, не могут уже обмануть Богдана. Он всем сердцем на стороне своего бывшего учителя, коммуниста Русина,- цельного, стойкого в своих убеждениях человека, мужественно принявшего смерть во имя утверждения и бессмертия тех идей, ради которых он жил и боролся.— Мастерство в фильме: сборник статей об украинском кино в 1976—1980 гг. — Мыстецтво, 1982. — 245 с.

## В ролях
- Иван Гаврилюк — Богдан Чичура, доктор теологии
- Иван Миколайчук — Русин, учитель
- Нина Ивашова — Ружена, невеста Богдана
- Николай Сектименко — Августин, брат Богдана
- Юрий Лавров — епископ Александр
- Константин Степанков — отец Урбанич
- Виктор Чекмарев — отец Юлий
- Лидия Чащина — игуменья Мария
- Фёдор Никитин — кардинал Танера
- Константин Артеменко — Шамоди, полковник
- Лариса Кадырова — Анна, сестра Богдана
- Геннадий Болотов — барон
- Николай Воронин — отец Василий
- Георгий Морозюк — брат Игнатий
- Сергей Подгорный — брат Пантелеймон
- Виктор Демерташ — брат Алоиз

## Музыка
В фильме звучит музыка в исполнении Государственного симфонического оркестра Украинской ССР, дирижёр И. Блажков. Киевский камерный хор, худ. руководитель В. Иконник.

## Литературная основа
Фильм снят по мотивам повести Василя Сычевского «Вернись, Ружена» (1965). В основу повести легли впечатления военных лет. В 1970-х годах повесть была переведена на русский язык и издана в Москве, пользовалась популярностью у читателей, и вошла в число лучших художественных атеистических произведений советских писателей.

## Критика
Сегодня в кинотеатре «Черемушки» посмотрел фильм «Искупление чужих грехов». Фильм тяжелый, но красивый. Какова гуцулочка Ружена! Каков Богдан! Какие красивые зимние Карпаты!
В целом признавая убедительное разоблачение фильмом униатства и национализма, критика отмечала неиспользованные возможности: 

Авторам не во всем удалось достичь разоблачительного пафоса, присущего роману В.Сычевского «Вернись, Ружена!», по которому снят фильм. Несколько схематично представлен также собирательный образ Русина, отца Ружены, который, по замыслу автора романа, должен бы нести главную смысловую нагрузку. Но эти и другие, менее существенные, просчеты не уменьшают его острополитического звучания. Главный пафос и публицистическая направленность фильма В.Пидпалого состоят в страстном разоблачении преступных злодеяний духовных сановников — отца Урбанича, кардинала Танчера и особенно епископа Александра, которые олицетворяют не только мерзость духовенства, но и коварную реакционную политику клерикализма, активного пособника фашистов.
— С. Д. Безклубенко, заведующий отдела киноведения Института искусствоведения Академии наук Украинской ССР, 1986 год

Через сложные испытания Богдан Чичура приходит к убеждению, что его место в борьбе как против свастики, так и против креста. Он становится на путь искупления своих и чужих грехов. Авторы фильма обратились к событиям Великой Отечественной войны. Тем более важно, что его художественная идея, философское содержание созвучны нашей современности. В нем поднимаются такие проблемы, как воспитание чувств гражданственности, долга и чести. Фильм «Искупление чужих грехов» не ровный. Статичность образа Богдана нередко приводит к затягиванию сюжета, нарушению ритма, ослаблению драматургии. Богдан возвращается домой, вглядывается в родные места, но на экране нет ни одного запоминающегося пейзажа, нет и ощущения, что герой снова встречается с красотой родного края. Объектив не всегда видит именно то, что необходимо по драматургии и психологии поведения персонажей.— журнал «Радуга», 1980 год

## Награды
- 1978 — Дипломы Нине Ивашовой и Ивану Гаврилюку на кинофестивале «Молодость-78» в Киеве[8]